# Marc Viénot
 (janvier 2019).
Si vous disposez d'ouvrages ou d'articles de référence ou si vous connaissez des sites web de qualité traitant du thème abordé ici, merci de compléter l'article en donnant les références utiles à sa vérifiabilité et en les liant à la section « Notes et références ».
Pour les articles homonymes, voir Vienot.
Marc Viénot (né le 1er novembre 1928 à Paris où il est mort le 28 janvier 2019,) est un haut fonctionnaire et dirigeant de banque français.

## Biographie
Après des études à l'Institut d'études politiques de l'Université de Paris (promotion Service public 1948) et l'École nationale d'administration, il intègre l'inspection des finances dont il est détaché à la Société générale en 1974. Il en devient le PDG en 1986. Il est l'un des principaux intervenants qui fait échouer l'OPA sur la grande banque de dépôt par le fonds Marceau Investissements dirigé par Georges Pébereau en 1988. Il fut inculpé pour avoir enfreint la loi sur les sociétés commerciales mais finalement amnistié.
Il siège au conseil d'administration de Vivendi Universal et tente en 2003 de protéger son ami J2M.
Il fut trois-quarts de rugby et est amateur de gros cigares.
Il était président de Paris Europlace.